# District de Benešov
Le district de Benešov est une subdivision de la région de Bohême-Centrale, en Tchéquie. Son chef-lieu est la ville de Benešov.
Le district de Benešov (Benešovsko, aussi Podblanicko (cs)) est le deuxième plus grand district (okres) de la région de Bohême-Centrale. Elle est située dans la partie sud-est de la région. Le siège de l'ancien bureau de district (cs) était la ville de Benesov, qui est une municipalité à compétence élargie (cs). Outre sa circonscription administrative, le district comprend également les circonscriptions administratives des municipalités à compétence élargie de Vlašim et de Votice.
La superficie de la circonscription est actuellement d'environ 1 475 km², mais à la fin de l'année 2006, elle atteignait 1 524 km². En termes de population, le district est l'un des plus peuplés de la région. Cependant, la densité de population est la deuxième plus faible de Bohême centrale après le district de Rakovník.
Au sein de la région, il est bordé à l'ouest par le district de Příbram, au nord-ouest par le district de Praha-západ, au nord par le district de Praha-východ et au nord-est par le district de Kutná Hora. Elle est également bordée à l'est et au sud-est par le district de Havlíčkův Brod et celui de Pelhřimov de la région de Vysočina et au sud avec le district de Tábor de la région de Vysočina.

## Districts administratifs

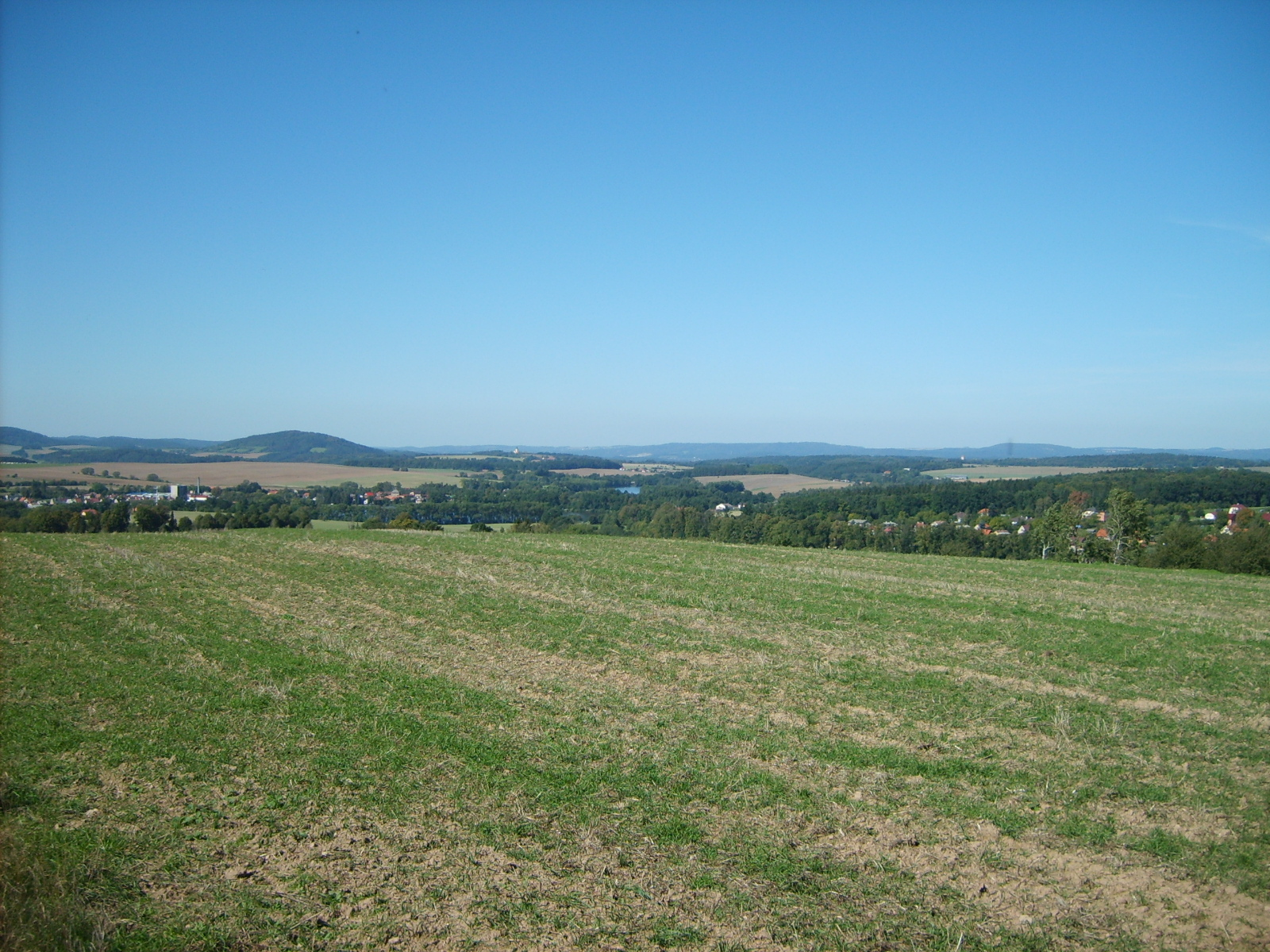
Vue de la colline au-dessus de Bystřice sur le paysage de la région de Benešov avec l'église de Chvojn.

Depuis la réforme de l'administration publique du 1er janvier 2003, le district est divisé en trois districts administratifs de municipalité à compétence élargie (cs) (en tchèque : Obec s rozšířenou působností ou ORP), c'est-à-dire trois centres naturels du district, où Vlašim et Votice étaient tous deux des villes de district avant la réforme administrative de 1960, et cinq districts administratifs de municipalité à compétence municipale (cs) (en tchèque : Obec s pověřeným obecním úřadem ou POÚ)  :
- ORP Benešov (cs)
  - POÚ Benešov
  - POÚ Sázava
  - POÚ Týnec nad Sázavou
- ORP Vlašim (cs) (également POÚ)
- ORP Votice (cs) (également POÚ)

## Liste des communes

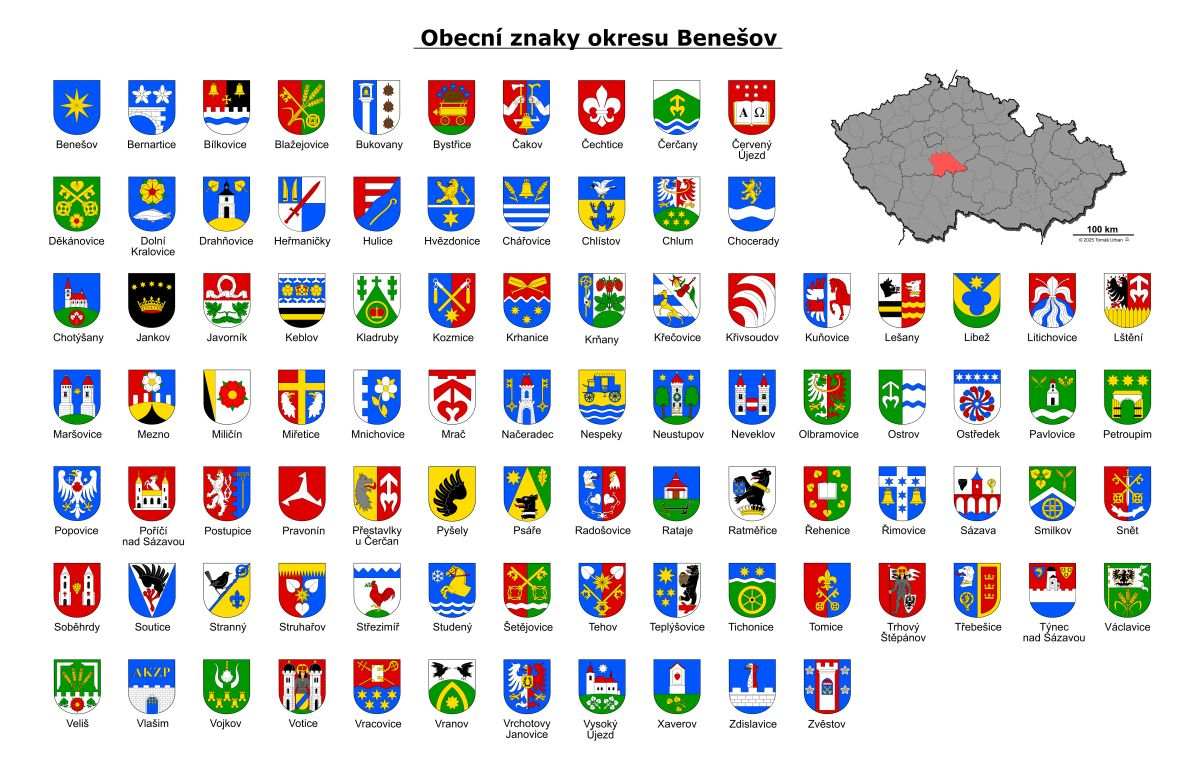
Résumé des symboles municipaux du district de Benešov.

Le district compte 114 communes, dont 19 ont le statut de ville (město, en gras) et 11 celui de bourg (městys, en italique) :
 Benešov •
Bernartice •
Bílkovice •
Blažejovice •
Borovnice •
Bukovany •
Bystřice •
Ctiboř •
Čakov •
Čechtice •
 Čerčany •
Červený Újezd •
Chářovice •
Chleby •
Chlístov •
Chlum •
Chmelná •
Chocerady •
Choratice •
Chotýšany •
Chrášťany •
 Český Šternberk •
Čtyřkoly •
Děkanovice •
Divišov •
Dolní Kralovice •
Drahňovice •
Dunice •
Heřmaničky •
Hradiště •
Hulice •
Hvězdonice •
Jankov •
Javorník •
Ješetice •
Kamberk •
Keblov •
Kladruby •
Kondrac •
Kozmice •
Krhanice •
Krňany •
Křečovice •
Křivsoudov •
Kuňovice •
Lešany •
Libež •
Litichovice •
Loket •
Louňovice pod Blaníkem •
Lštění •
Maršovice •
Mezno •
Miličín •
Miřetice •
Mnichovice •
Mrač •
Načeradec •
Nespeky •
Netvořice •
Neustupov •
Neveklov •
Olbramovice •
Ostrov •
Ostředek •
Pavlovice •
Petroupim •
Popovice •
Poříčí nad Sázavou •
Postupice •
Pravonín •
Přestavlky u Čerčan •
Psáře •
Pyšely •
Rabyně •
Radošovice •
Rataje •
Ratměřice •
Řehenice •
Řimovice •
Sázava •
Slověnice •
Smilkov •
Snět •
Soběhrdy •
Soutice •
Stranný •
Strojetice •
Struhařov •
Střezimíř •
Studený •
Šetějovice •
Tehov •
Teplýšovice •
Tichonice •
Tisem •
Tomice •
Trhový Štěpánov •
Třebešice •
 Týnec nad Sázavou •
Václavice •
Veliš •
 Vlašim •
Vodslivy •
Vojkov •
Votice •
Vracovice •
Vranov •
Vrchotovy Janovice •
Všechlapy •
Vysoký Újezd •
Xaverov •
Zdislavice •
Zvěstov

## Développement de la structure territoriale

### Villages disparus

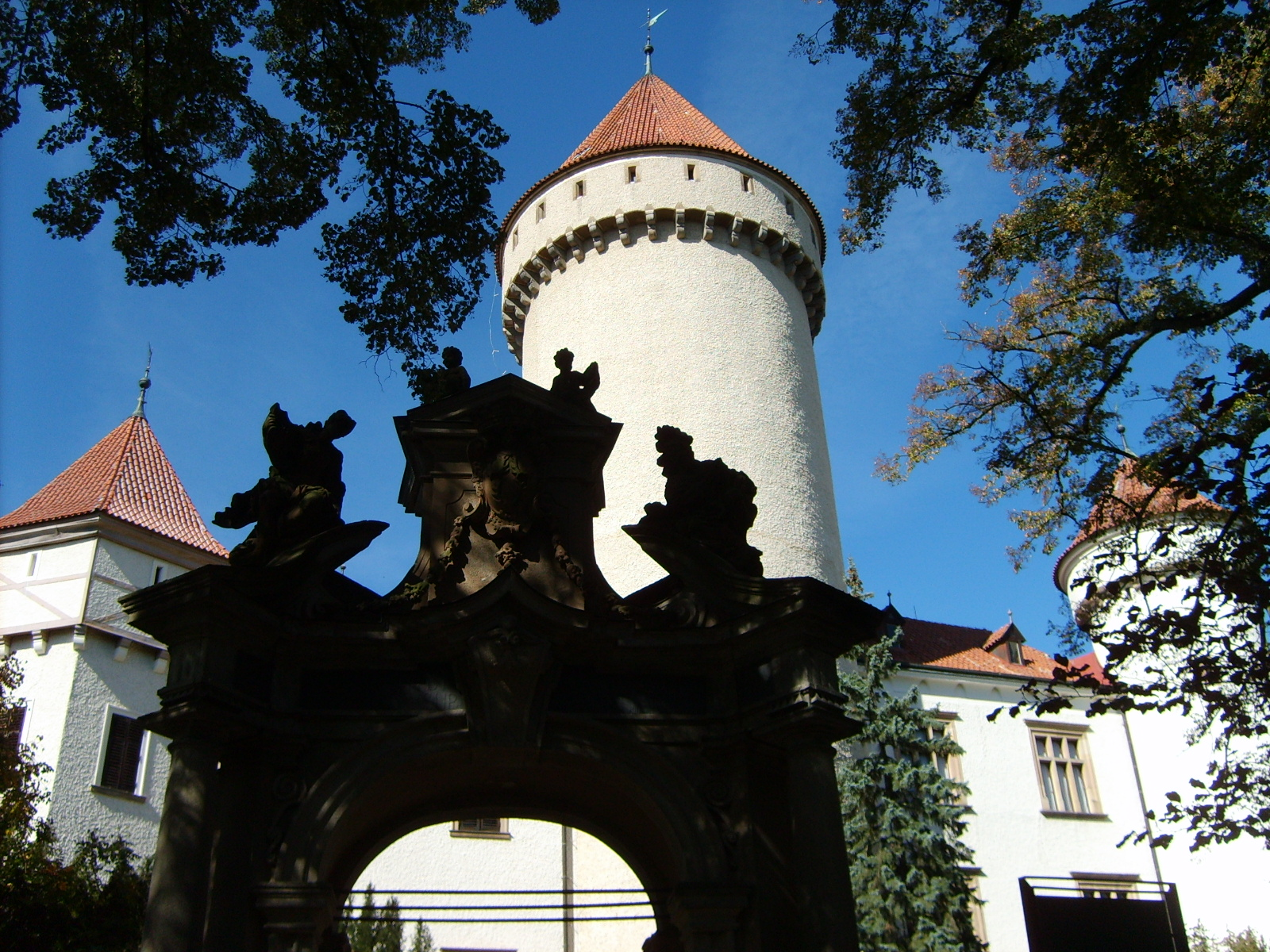
Le monument le plus célèbre du district est sans aucun doute le château Konopiště près de Benešov.

La région de Benešov ne fait pas partie des districts ayant un grand nombre de villages disparus au 20e siècle. Cela est dû à sa situation à l'intérieur des terres et à la prédominance séculaire de la population tchèque. Il convient toutefois de mentionner la création de la zone militaire de la Waffen-SS allemande pendant la Seconde Guerre mondiale, qui s'étendait de Sázava à Sedlčany. La raison de cette création était l'intention de déplacer (cs) l'une des régions purement tchèques, affaiblissant ainsi la nation. Avec la fin de la guerre, la grande majorité des habitants d'origine sont retournés dans les villages dépeuplés.
En fait, seuls les villages situés dans le barrage de Slapy (sur la Vltava) et dans celui de Švihov (sur la Želivka), aux frontières opposées du district, semblent avoir disparu. Dans le cas du barrage de Slapy (achevé en 1954), l'inondation de bâtiments isolés le long de la rivière s'est produite sur le territoire du district de Benešov ; le seul grand village inondé de la région, Živohošť (cs), était situé sur le territoire de l'actuel district de Příbram. La construction du réservoir d'eau de Švihova - Želivka (achevée en 1976) a affecté ses environs de manière beaucoup plus significative. Immédiatement, dans la région de Podblanicko, la ville entière (Dolní Kralovice) a disparu sous les eaux, ainsi que les villages entiers de Libčice et de Příseka et une partie du village de Borovsko. Dans le même temps, le réseau routier de la région a dû être entièrement reconstruit, les limites des districts ont été modifiées et le transport ferroviaire sur le tronçon Trhový Štěpánov - Dolní Kralovice a été interrompu.

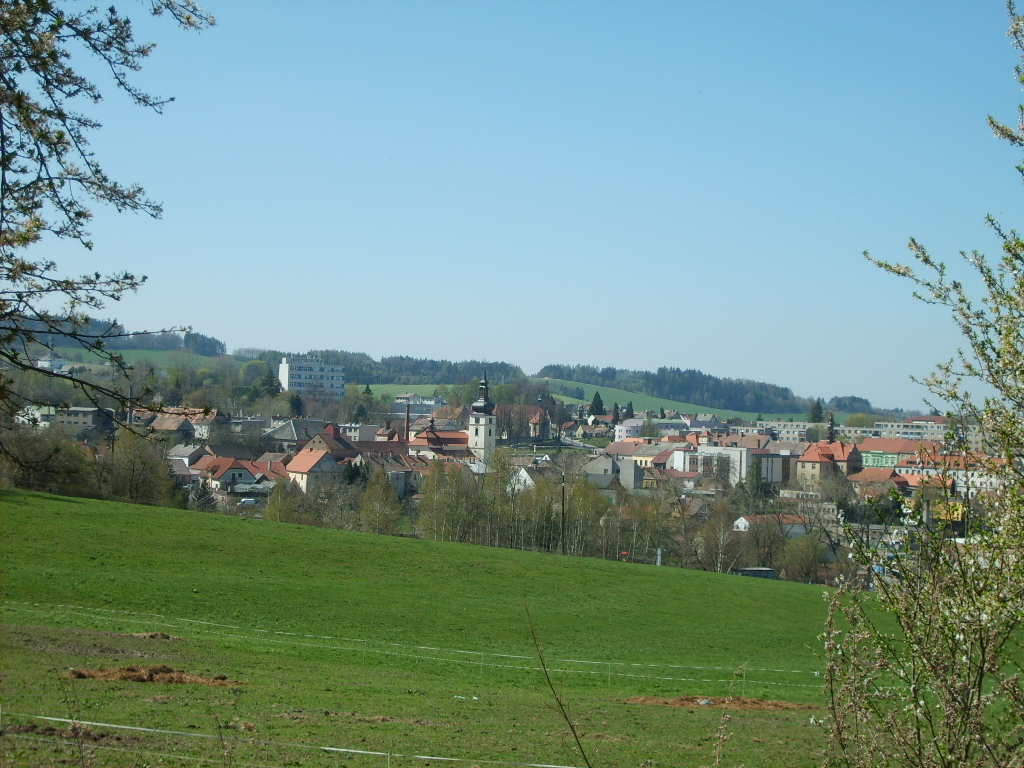
L'une des trois municipalités à compétence élargie est également l'ancienne ville de Votice, située à la limite de la région appelée « Sibérie tchèque ».

### Evolution des frontières du district
Le district moderne de Benešov a été créé sur la base de la réforme de la division territoriale-administrative, inscrite dans la nouvelle constitution du 11 juillet 1960. L'ensemble des districts originaux de Benešov et de Vlašim ont été fusionnés, et d'autres municipalités des districts de Votice, Říčany, Ledeč nad Sázavou, Praha-východ et Sedlčany ont été ajoutées. L'unité nouvellement formée comprenait de vastes territoires allant de la Vltava à la Želivka et de la Sázava à la Sibérie tchèque.
La première modification de la structure territoriale eut lieu dès le 31 juillet 1967, lorsque les municipalités Šetějovice, Blažejovice et Snět furent incorporées au district en raison de changements dans le réseau routier dans la zone du barrage prévu sur la rivière Želivka depuis le district de Havlíčkův Brod de la région de Bohême orientale (cs), et la municipalité de Hulice du district de Kutná Hora (à partir du 1er janvier 1968).
Dans le cadre de l'expansion du territoire de la capitale Prague et du déclin de la population dans les districts de Praha-východ et de Praha-západ, de nouveaux changements ont eu lieu le 1er juillet 1974, lorsque les municipalités actuelles de Krňany, Vysoký Újezd et Rabyně ont été incorporées dans le district de Praha-západ.
Lors de l'ajustement des limites des districts le 1er janvier 1996, les demandes de retour des municipalités susmentionnées dans le district de Benešov ont été acceptées. Avec ces trois communes, Lešany et Pyšely du district de Prague-Est ont été transférées dans le district de Benešov à cette date.
Un autre changement est intervenu à la date des élections municipales, le 12 novembre 2000. À cette date, la ville de Sázava, qui faisait jusqu'alors partie du district de Kutná Hora, a été intégrée au district de Benešov. Après ce changement, le district de Benešov a atteint la plus grande superficie et le plus grand nombre d'habitants de son histoire.
Enfin, la dernière modification des limites des districts a eu lieu le 1er janvier 2007, lorsque la ville de Sedlec-Prčice a été incorporée au district de Pribram sur la base de l'unification des limites des circonscriptions administratives des municipalités à compétence élargie et des districts, et qu'en même temps le village de Řehenice a été incorporé au district de Benešov à partir du district de Praha-východ.

### Développement de la population et des villages

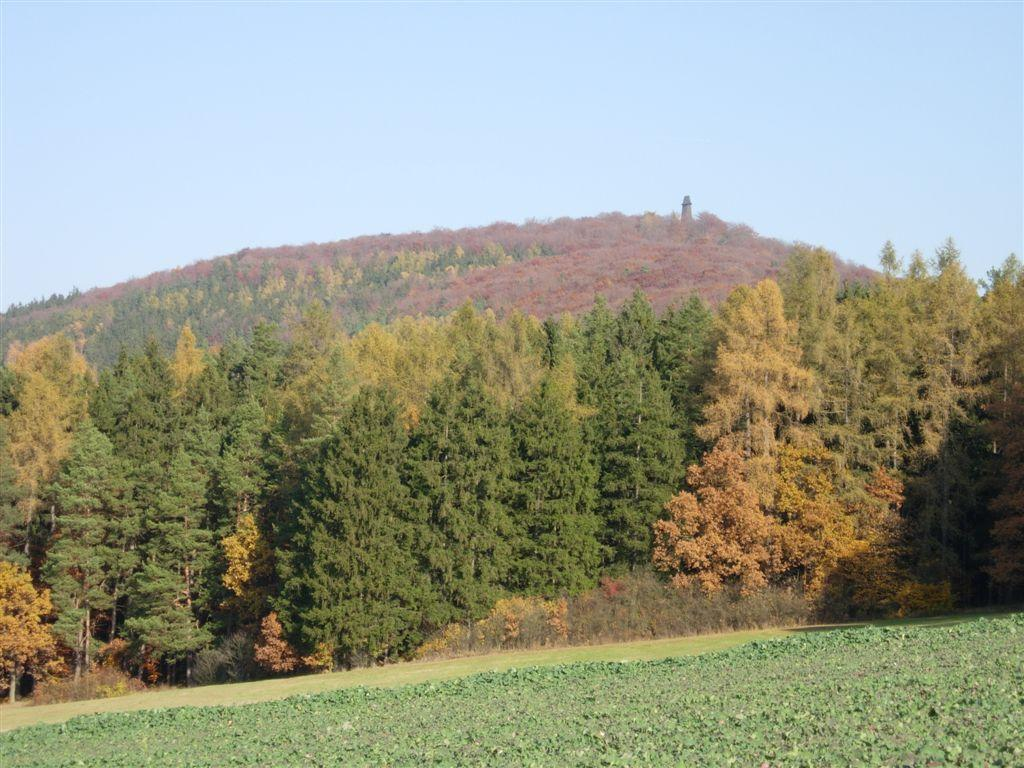
La montagne mythique Velký Blaník (632 m) avec une tour de guet est l'élément dominant de toute la région.

| Année              | 1961   | 1970   | 1980   | 1991   | 2001   | 2009   | 2017   | 2020   |
| Nombre de communes | 184    | 175    | 76     | 105    | 115    | 114    | 114    | 114    |
| Nombre d'habitants | 99 285 | 95 468 | 96 996 | 94 419 | 93 156 | 95 011 | 97 452 | 99 414 |

Notes explicatives du tableau :
1. ↑  état initial
2. ↑  la plus grande vague d'intégration communale en 1980
3. ↑  réintégration
4. ↑  nombre d'habitants par structure territoriale au 31 décembre 2005

## Principales communes
Population des dix principales communes du district au 1er janvier 2024 et évolution depuis le 1er janvier 2023 :
| Benešov           | 17 035 | en augmentation |
| Vlašim            | 11 455 | en augmentation |
| Týnec nad Sázavou | 5 717  | en diminution   |
| Votice            | 4 688  | en augmentation |
| Bystřice          | 4 686  | en augmentation |
| Sázava            | 3 875  | en augmentation |
| Čerčany           | 3 134  | en augmentation |
| Neveklov          | 2 769  | en augmentation |
| Pyšely            | 2 230  | en augmentation |
| Divišov           | 1 810  | en stagnation   |

## Conditions naturelles

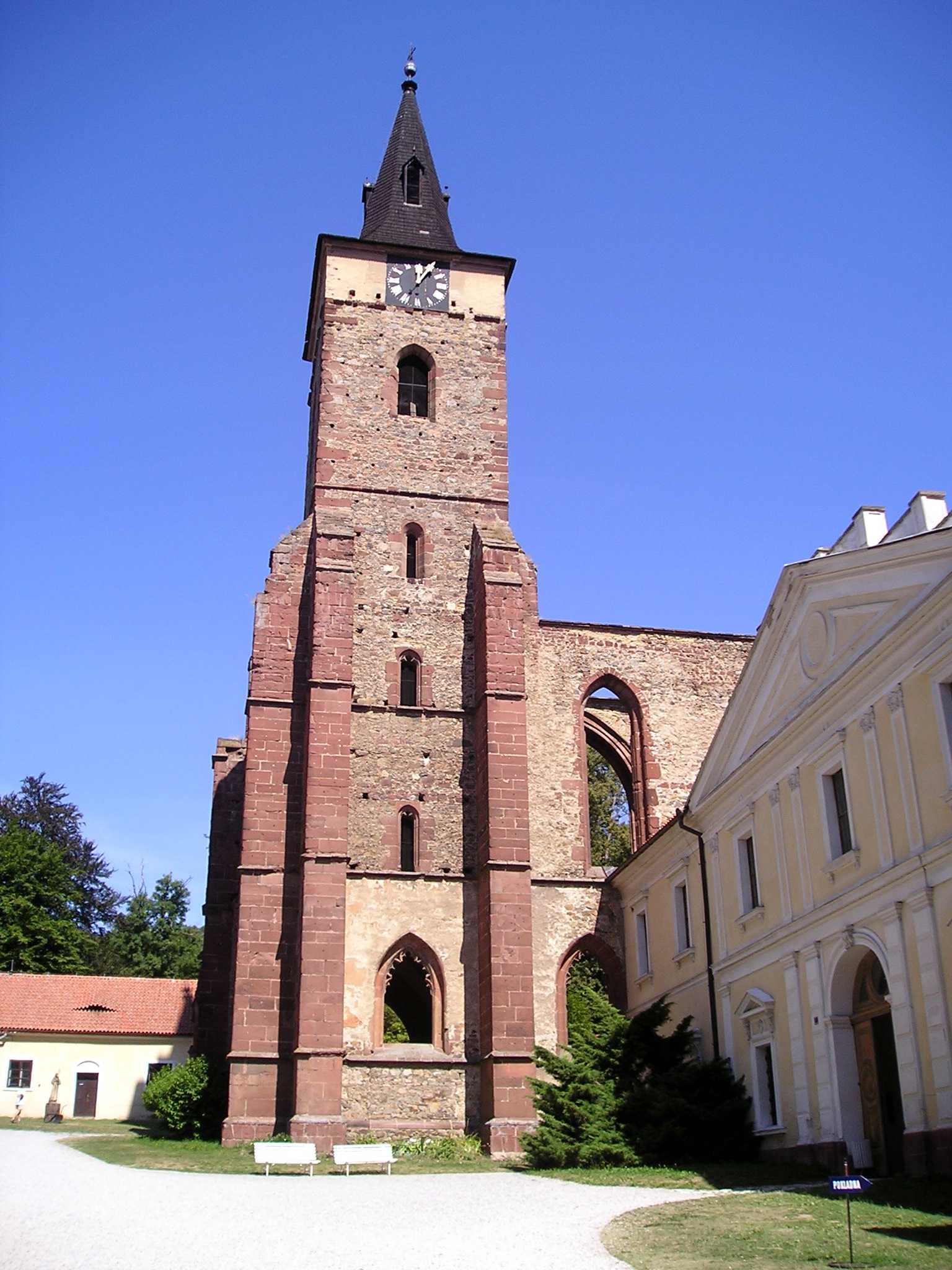
Le quatrième plus ancien monastère tchèque est situé dans la ville de Sázava. Voir Saint Procope de Sázava.

### Structure de la surface
Le paysage de la région de Benešov peut être qualifié de « typiquement tchèque » en raison de son caractère. Il s'agit d'une Středočeská pahorkatina (cs) (plaine de Bohème centrale) légèrement vallonnée, dont l'altitude varie de 200 à 700 m au-dessus du niveau de la mer, mais la majeure partie de la région se trouve à une altitude d'environ 350-550 m. Un trait dominant frappant du paysage est le légendaire mont Blaník (632 m) au-dessus du village de Louňovice pod Blaníkem. La zone la plus élevée du district est ce que l'on appelle la Sibérie tchèque (cs) dans sa partie méridionale (entre Votice et Mezno). Le point culminant du district - Mezivrata (713 m) avec un émetteur de télévision - est également situé dans cette zone. Benešovsko appartient également en partie à la vallée accidentée de la Vltava, en particulier une partie des rives orientales du barrage de Slapy. Le village le plus élevé du district est Miličín (617 m), tandis que le plus bas est Krhanice sur la Sázava (276 m).
En 2019, le district avait une superficie totale de 1 475 km², dont 61,3 % de terres agricoles et 28,1 % de forêts.

### Bassin hydrographique

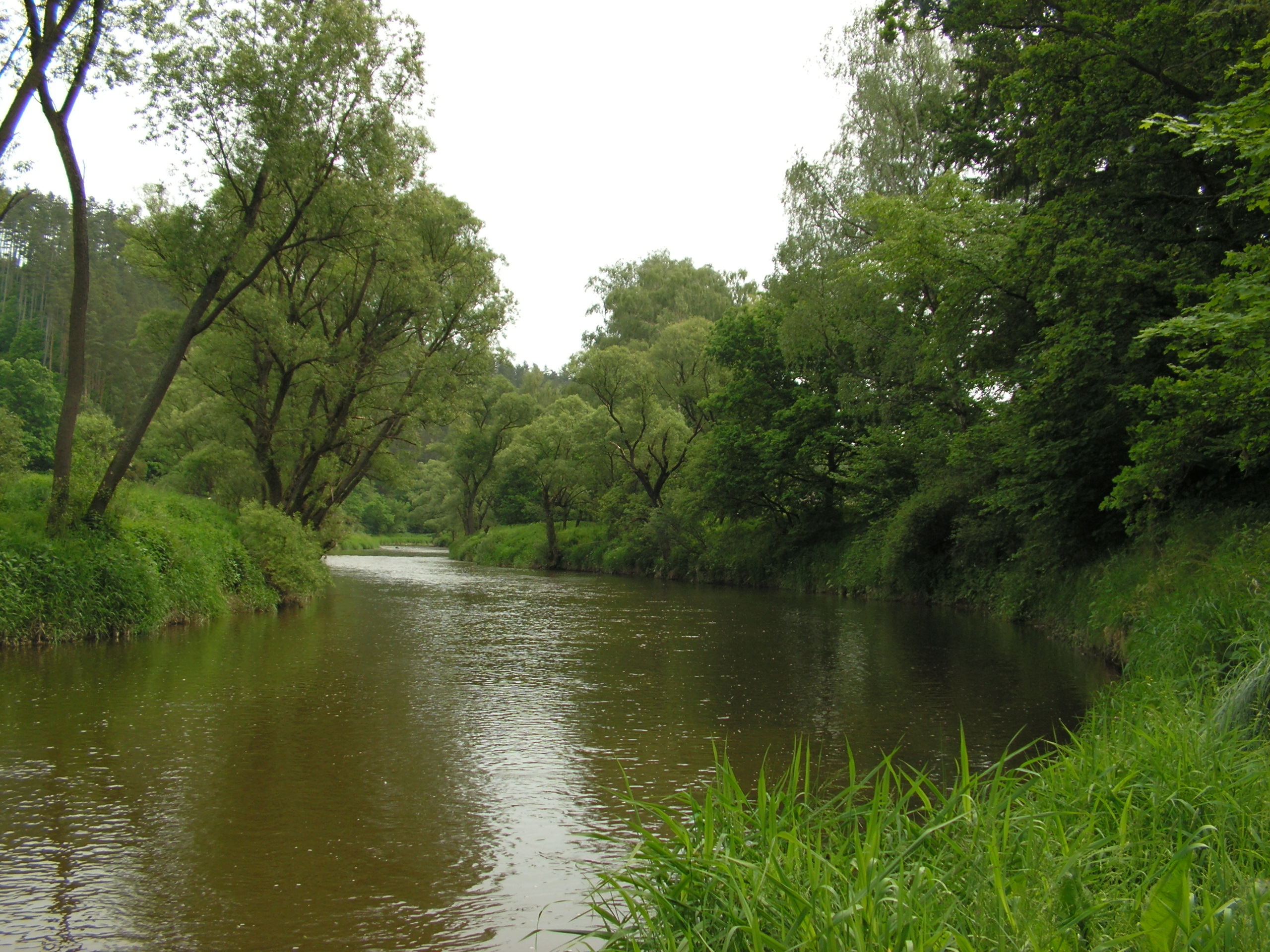
Sázava au-dessus de la confluence avec Želivka.

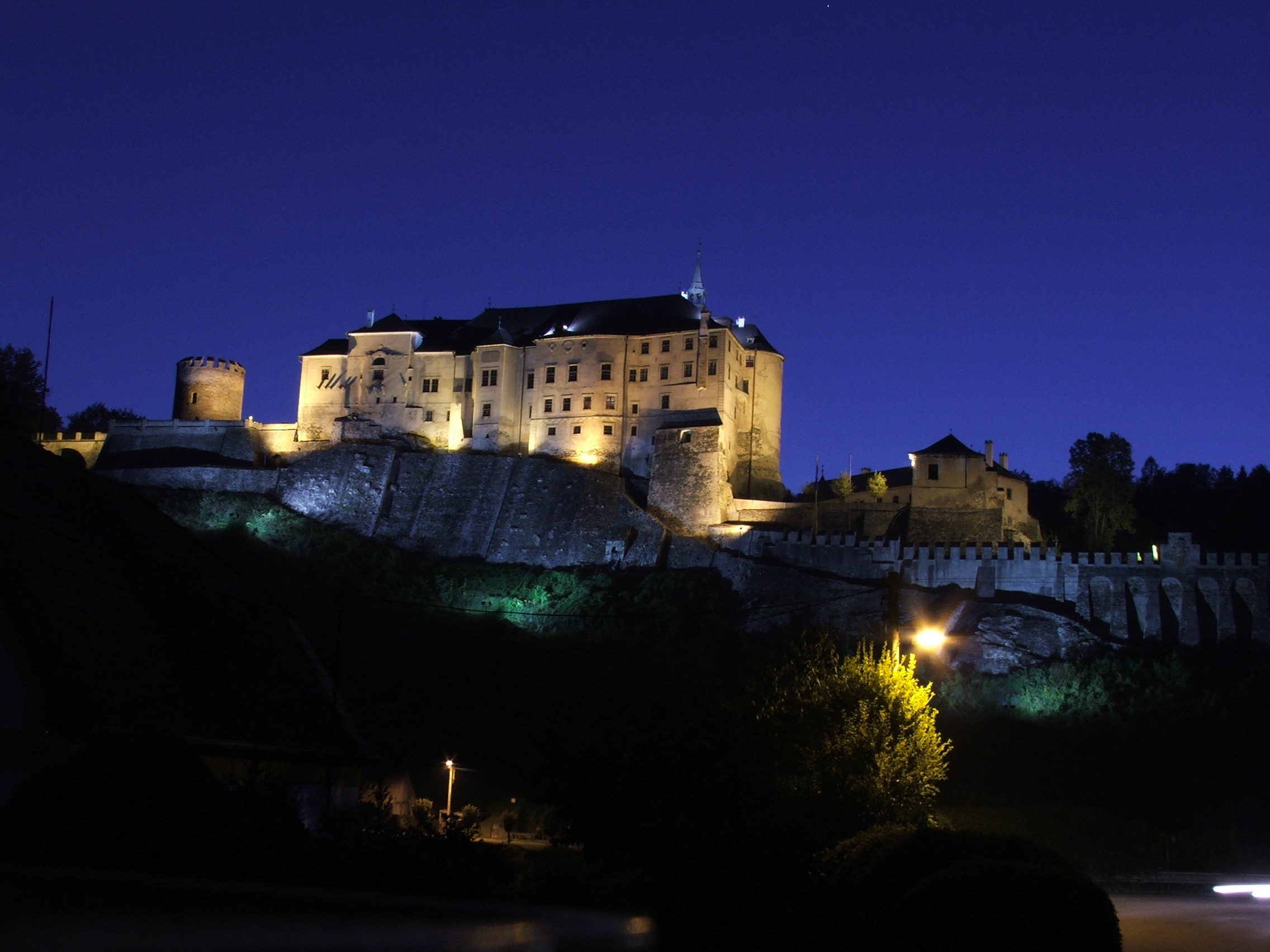
À environ 20 km de Benešov, au-dessus de la rivière Sázava, se trouve le château médiéval de Český Sternberk.

Le district est approximativement délimité par les rivières Vltava, Sázava et Želivka. La rivière Vltava ne forme la frontière occidentale naturelle de la région de Benešov que sur environ 18 km. Sur toute sa longueur, elle est entourée par les eaux du barrage de Slapy (1 390 ha) et du réservoir de Štěchovice.
La Sázava traverse le district sur 74 km dans une direction est-ouest et est interrompue à de nombreuses reprises par les différentes limites du district. Aucun barrage n'a été construit sur son cours. Elle traverse les villes de Týnec nad Sázavou et de Sázava. Peu après avoir quitté le district, elle rejoint la Vltava à Davle par la droite.
L'affluent le plus important de la Sázava est la Želivka, qui fait partie de la frontière orientale du district. Elle le traverse sur 20 km, dont seuls les 4 derniers kilomètres avant le confluent ne sont pas endigués. Les 16 km restants sont formés par le Švihov (1 490 ha), un réservoir d'eau potable pour Prague et la Bohême centrale avec un régime d'hygiène strict.
Le dernier cours d'eau est la Blanici, un affluent de la Sázava, qui traverse le district sur 37 km. Elle prend sa source dans le Tábor, au nord de Chýnov, et entre dans le district au niveau du village de Kamberk. Sur son cours se trouvent également Louňovice pod Blaníkem, Ostrov (district de Benešov), Ctiboř (district de Benešov) et Libež. L'agglomération la plus importante sur son cours est la ville de Vlašim.
D'autres zones d'eau comprennent des étangs - dans la région de Benešov, on en trouve principalement entre Benešov et Votice et entre Neveklov et Týnec nad Sázavou. Le plus grand étang du district est Podhrázský rybník dans le cadastre du village Olbramovice est aussi une réserve naturelle.

### Ressources minérales
Le district de Benešov est très pauvre en ressources minérales. Les seules ressources minérales sont la pierre de construction et le roc, qui sont exploités en plus petites quantités près de Sázava.

### Arbres monumentaux et importants
Parmi les arbres importants de la région, on peut citer 
- le plus grand tilia : le tilleul de Krchlebská (circonférence 800 cm), abattu après la guerre
- le plus grand tilleul vivant : le tilleul de Kaplíř (749 cm)
- le plus grand chêne : Chêne de Zižek (887 cm), mort avant 1989
- le plus grand chêne vivant : Chêne de Tloskovsky (672 cm)
- le plus grand épicéa : Épicéa à trois tiges de Ratmerický (582 cm) †
- le plus grand épicéa : épicéa près de Komorní Hrádek (346 cm, 40 m) †
- le plus grand épicéa vivant : Velký monk à Malý Blaník (321 cm, 34 m).
- le plus grand sapin : à Nechyba (437 cm), près de Růžkové Lhotice (428 cm)
- le plus grand hêtre : près de Kaliste (661 cm)
- le plus grand klen : Věžník u Chotýšan (650 cm)
- le plus haut genévrier : près de Monince (7 m) †

## Économie

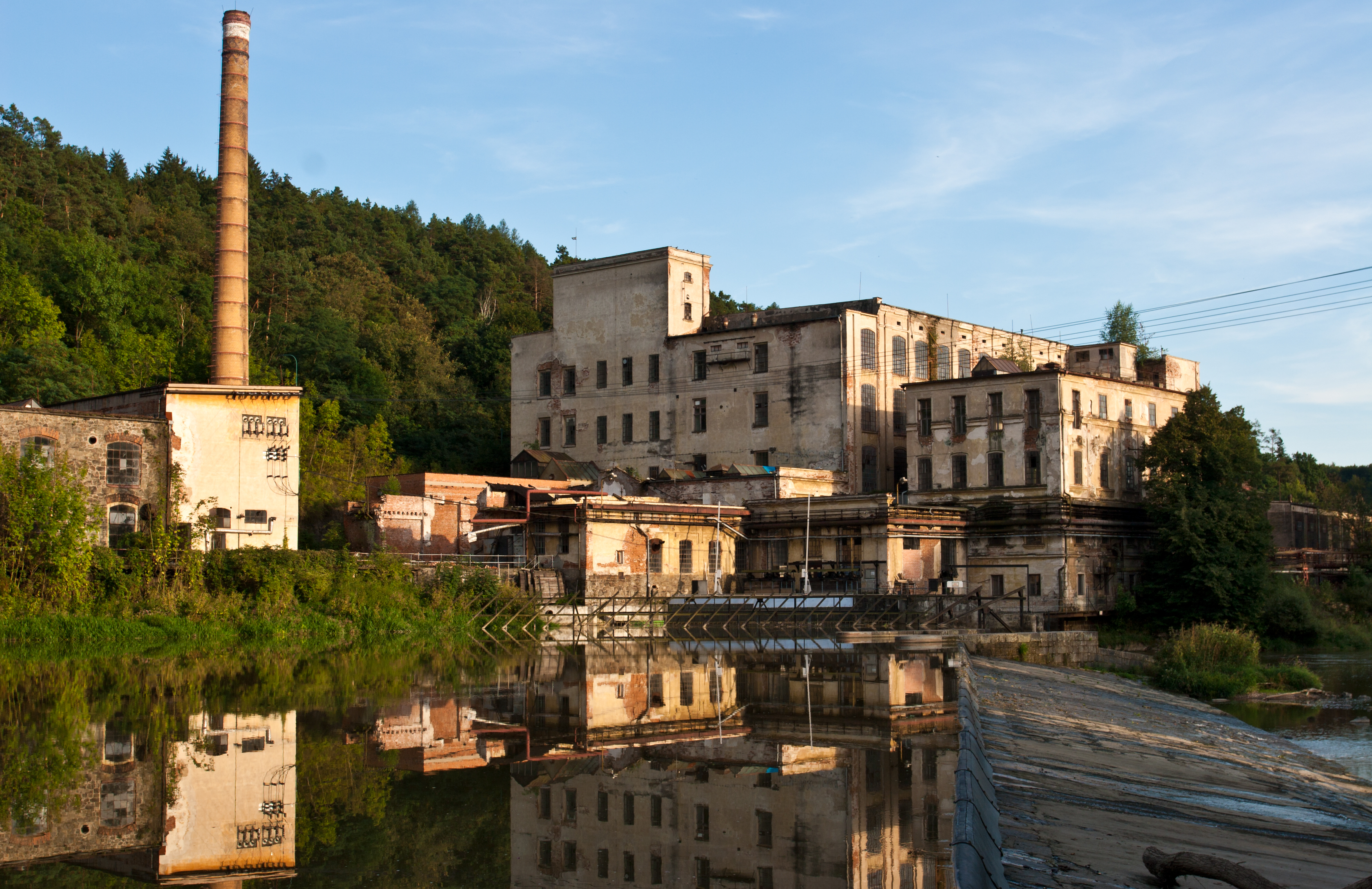
Ancienne usine Jawa.

### Industrie

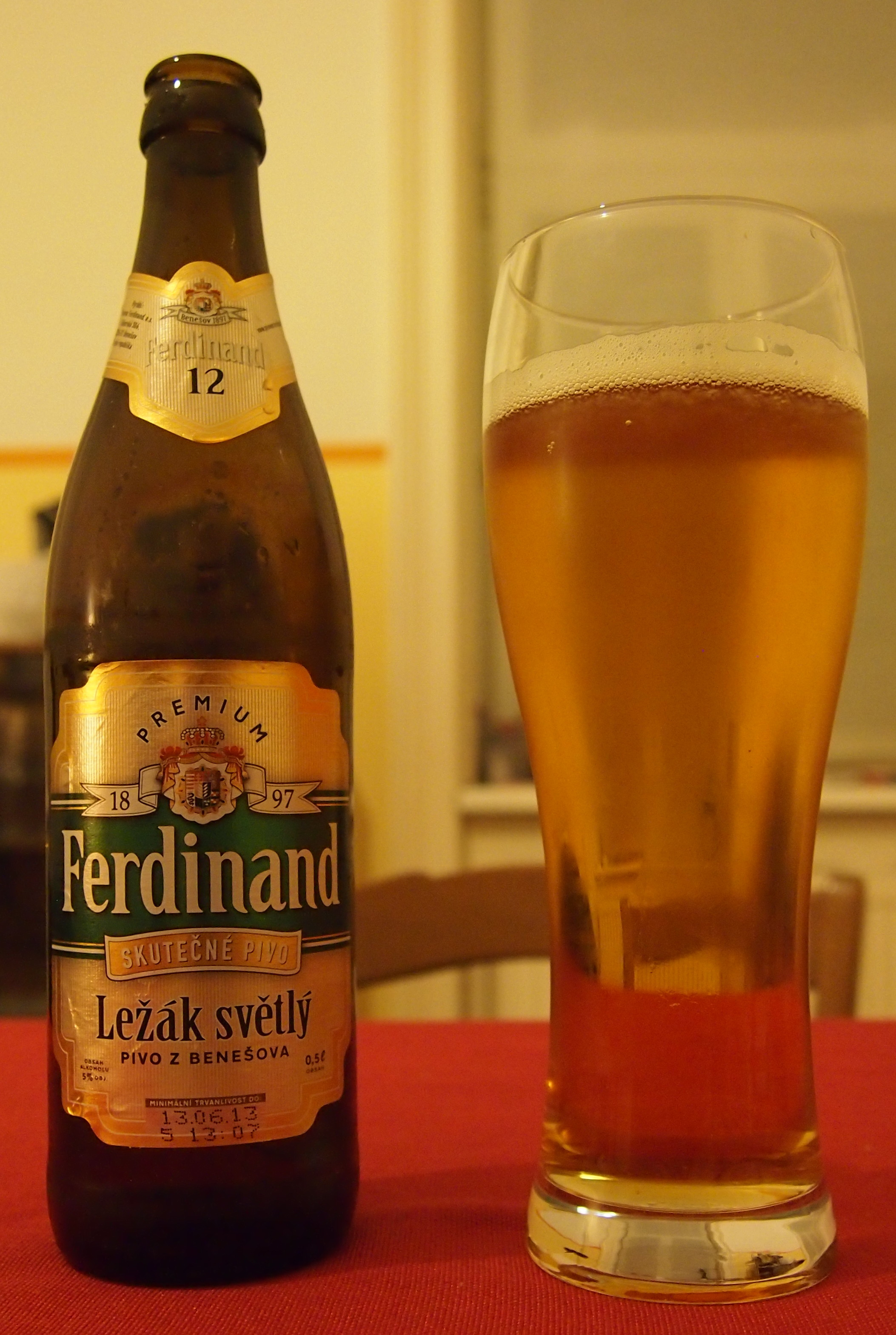
Bière Ferdinand de Benešov.

Jusqu'au milieu du XXe siècle, la région de Benesov était purement agricole. Avec l'avènement du socialisme, cependant, la région de Benešov a également connu une industrialisation partielle. Actuellement, les industries les plus importantes de la région sont l'industrie alimentaire, l'ingénierie et la construction . L'industrie du verre (verrerie à Sázava), l'électronique (Benešov) et la métallurgie (production de pièces moulées en aluminium et en acier à Týnec nad Sázavou) sont également représentées. Les plus importantes entreprises d'ingénierie de la région sont l'usine d'armement Sellier & Bellot à Vlašim, Hydraulika à Benešov et Jawa à Týnec nad Sázavou. Les usines de transformation alimentaire comprennent l'un des plus grands employeurs du district - Rabbit Trhový Štěpánov (transformation de la viande de lapin et de volaille), ainsi que la laiterie Danone et la brasserie Ferdinand (cs) à Benešov.

### Agriculture
Malgré le développement de l'industrie au cours des 50 dernières années, la production agricole occupe toujours une place importante dans la région de Benešov. De grandes coopératives agricoles (organisations succédant au JZD (cs)) sont situées par exemple à Bystřice, Čechtice, Ratměřice, à Ostředek, à Trhový Štěpánov, etc. En outre, le district compte un grand nombre d'agriculteurs privés. Les cultures produisent principalement des céréales, du colza et, en altitude, des pommes de terre. Il convient de mentionner le plus grand silo de grande capacité de la République tchèque à Zdislavice u Vlašimi, qui est une caractéristique dominante de la région environnante. L'industrie de l'élevage est représentée par l'élevage bovin, la volaille et le petit bétail. Il y a des étangs d'élevage à Konopiště et à Líšně u Bystřice (cs).

## Transport

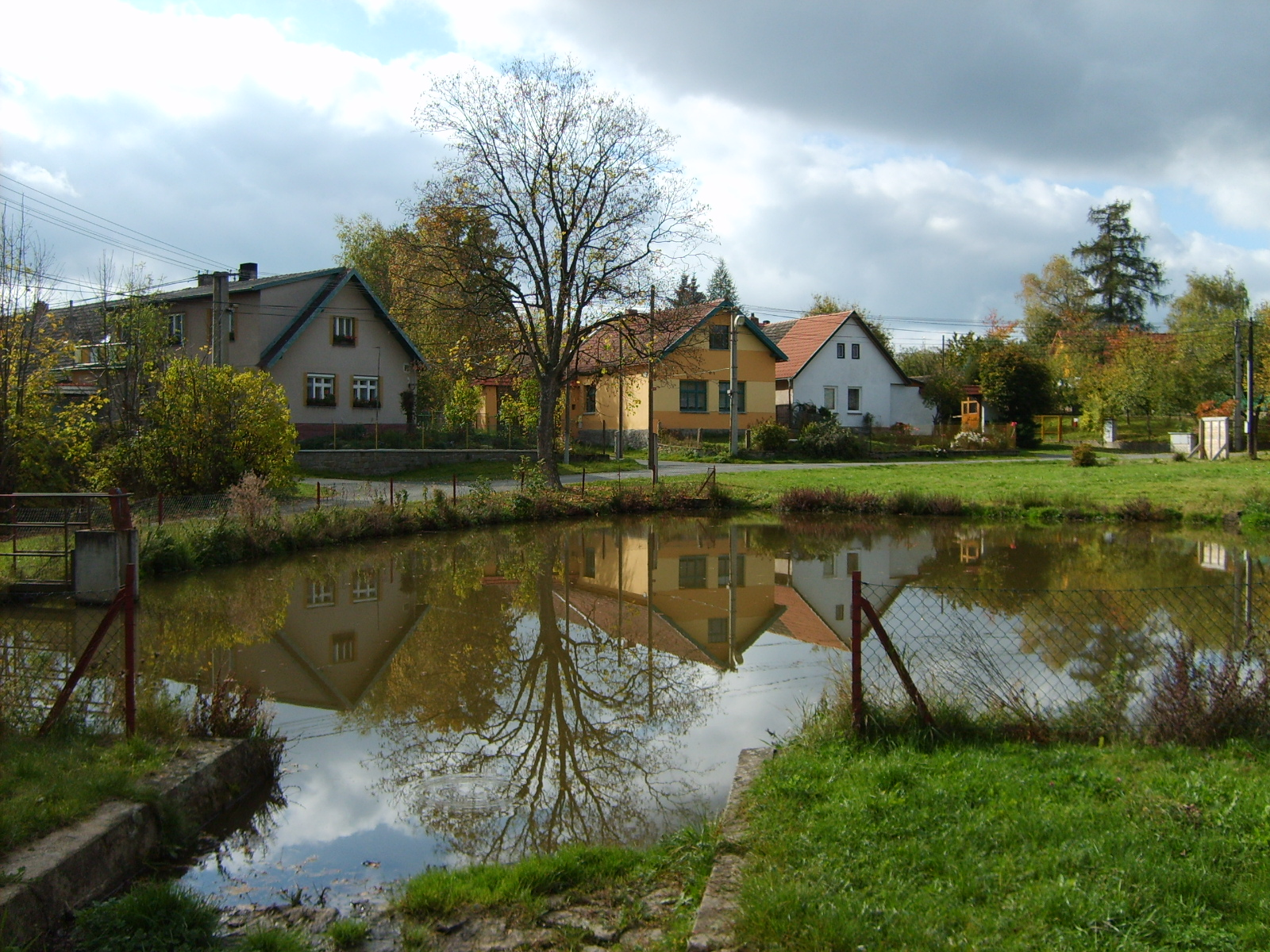
Děkanovice est un petit village typique situé dans le paysage environnant.

### Transport routier
Deux routes très importantes traversent le district - l'autoroute D1 et la route I/3. La route I/18 (cs) de Rožmitál pod Třemšínem à Votice traverse également la partie sud-ouest du district sur 10 km.
L'autoroute D1 a été mise en service le 8 juillet 1977 dans tout le district de Benešov. Cette mise en service a été précédée de cinq années de construction avant la guerre, qui ont été interrompues par la suite, et qui ont été reprises au début des années 1970 sous une forme quelque peu modifiée. La longueur de l'autoroute dans le district est de 46 km et il y a six sorties (dans la direction de Prague : Hvězdonice, Ostředek, Štarnov, Psáře, Soutice et Loket. À Bernartice, près de Dolní Kralovice, se trouve un service de police autoroutière et d'entretien des autoroutes. Il convient de mentionner le pont sur la rivière Sázava près de Hvězdonice et le pont inachevé sur le ruisseau Čechtický près de Keblov, dont la construction a commencé au début de la Seconde Guerre mondiale, mais qui n'a été achevé qu'à moitié et qui a ensuite été inondé presque jusqu'au tablier du pont par la capitulation du barrage de Švihov.
Depuis l'autoroute D1, la route I/3 bifurque à Mirošovice en direction de Prague-Est. Son itinéraire d'origine (aujourd'hui route II/603 - dite « Stará Benešovská ») mène directement de Prague via Kamenice et Nespeky à Poříčí nad Sázavou, où elle rejoint la route I/3. Le tronçon de Mirošovice à Poříčí a été construit en même temps que le premier tronçon de la D1 en 1971. La route contourne le chef-lieu de district de Benešov par la déviation ouest, contournant Bystřico, Olbramovice et Votice après quoi elle s'élève jusqu'au point le plus élevé du district. Elle descend ensuite abruptement jusqu'à Miličín, après quoi elle rejoint l'autoroute D3. La circulation est très dense sur cette route, notamment entre Mirošovice et Benešov, ce qui devrait être allégé par le projet d'autoroute D3. Dans le district, la route I/3 a une longueur de 42 km, tandis que la route II/603 n'a qu'une longueur de 7 km.

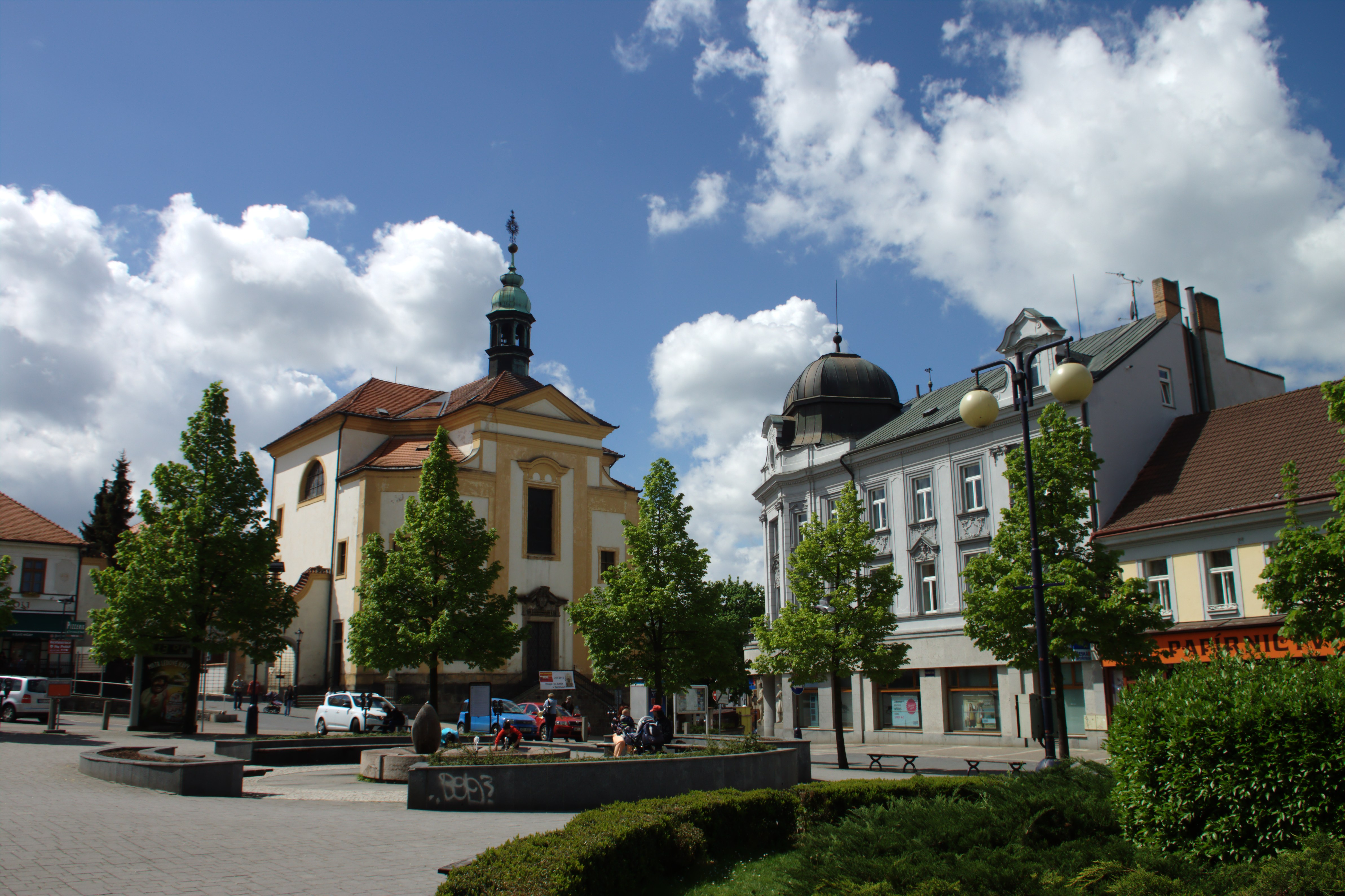
Place Masaryk à Benesov.

La route la plus importante de la deuxième classe est la route II/112 de Benešov à Pelhřimov, Telč et Želetava en passant par Vlašim, qui était utilisée comme l'une des possibilités de liaison entre Prague - Jihlava - Brno avant la mise en service de l'autoroute D1. Le district est traversé par les routes II/105, II/106, II/107, II/109, II/110, II/111, II/112, II/113, II/114, II/121, II/124, II/125, II/126, II/127, II/137, II/150, II/335, II/336 et II/603.
La construction de la section de Bohême centrale de l'autoroute D3 est prévue depuis de nombreuses années, qui traverserait la rivière Sázava depuis le périphérique de Prague et continuerait à travers la campagne autour de Neveklov et Heřmanice jusqu'à la frontière régionale à Mezno, où elle se connecterait à l'autoroute déjà construite menant à Tábor, České Budějovice et à l'Autriche. Les associations environnementales ainsi que les résidents locaux et les propriétaires de chalets protestent contre la construction de l'autoroute.

### Transport ferroviaire

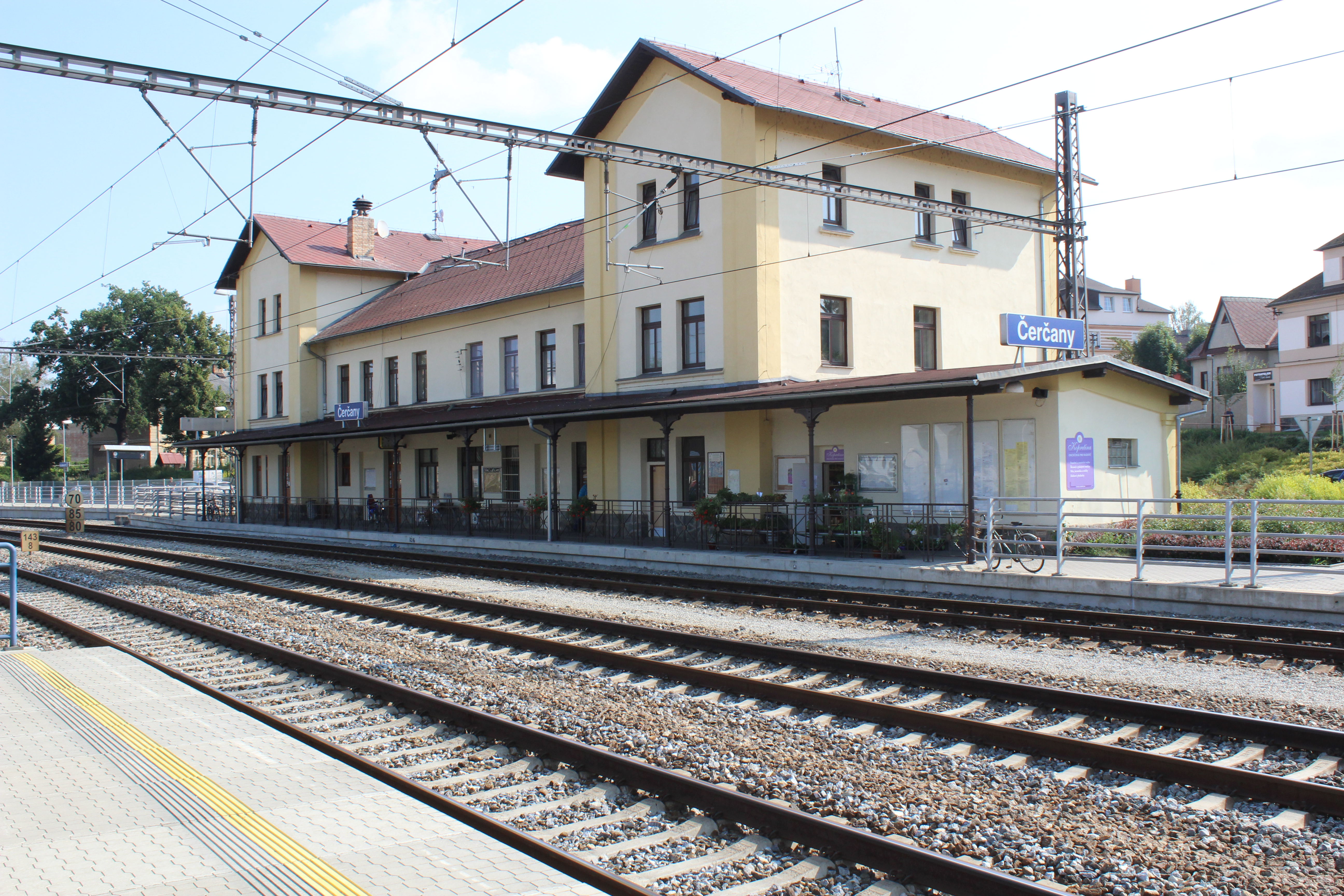
La gare de Čerčany est un nœud ferroviaire bien connu, par lequel passe la ligne 220 vers Benešov et České Budějovice, la ligne 221 de Prague et Vraný nad Vltavou (Posázavský Pacifik), populaire auprès des vagabonds et des vacanciers, se termine ici et la ligne 212 vers Světlá nad Sázavou commence...

La ligne la plus importante de la région est la ligne 220 : Prague - Benešov - Tábor - České Budějovice. La ligne, construite en tant que Chemin de fer de l'empereur François-Joseph, est aujourd'hui à double voie et électrifiée. En 2010, elle a été modernisée sur le tronçon allant de Strančice (la première gare du district est Čtyřkoly) à Benešov, en 2013 le tronçon Benešov - Votice a été achevé, en 2022 la reconstruction du tronçon allant de Votice à Sudoměřice u Tábora (la dernière gare du district est Mezno) a été achevée. L'objectif de la reconstruction était d'atteindre les paramètres du quatrième corridor ferroviaire (partie tchèque) (cs) (vers l'Autriche, appelé corridor Orient/Méditerranée orientale). Dans le cadre de la reconstruction, la ligne a été raccourcie grâce à la construction de plusieurs relocalisations, dont huit tunnels (le plus long est le tunnel de Zahradnický (cs), d'une longueur de 1044 m) ; le redressement de la ligne a permis (en particulier dans la section au sud de Benešov) une augmentation significative de la vitesse, jusqu'à 200 km/h. Après la reconstruction, certains bâtiments voyageurs ont été abandonnés (par exemple à Bystřice, Heřmaničky ou Střezimíř) et d'autres.

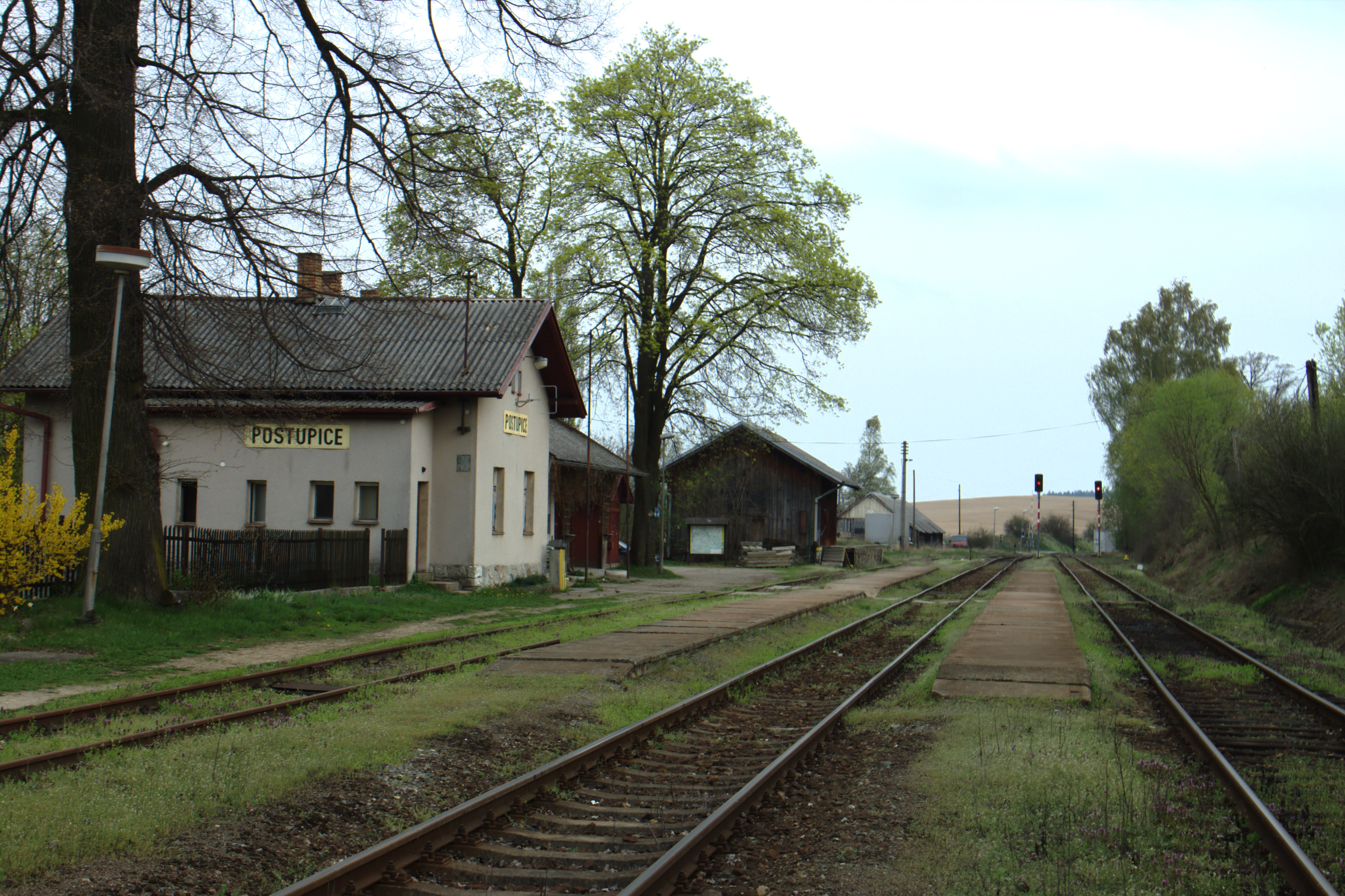
Gare ferroviaire de Postupice.

La région de Benešov compte également quatre gares locales. Deux branches de ce que l'on appelle le Posázava Pacific - les lignes n° 210 (via Týnec nad Sázavou et Davli vers Prague) et 212 (via Sázava et Kácov vers Světlá nad Sázavou) - partent de la gare de Čerčany. Ces lignes sont très fréquentées le week-end et pendant la saison touristique en raison de la concentration de chalets le long de la rivière Sázava. Le carrefour ferroviaire est également la gare de Benešov, d'où part la ligne 222 de Benešov à Vlašim et Trhové Štěpánov (le transport de passagers n'est assuré que jusqu'à Vlašim). Jusqu'au 4 août 1974, la ligne continuait jusqu'à Dolní Kralovitţ, qui a été inondée par les eaux du réservoir de Švihov. Le carrefour ferroviaire est également la gare de Benešov, d'où part la voie 222 de Benešov vers Vlašim et Trhový Štěpánov (le transport de passagers ne se fait que le long de Vlašim). Jusqu'au 4 août 1974, la ligne continuait jusqu'à Dolní Kralovice, qui a été inondée par les eaux du réservoir de Švihov.
La dernière ligne locale - voie 223 - vient de la gare d'Olbramovice à Sedlčany dans l'actuel District de Pribram et elle n'a donc pas beaucoup d'importance pour la desserte du district. C'est un exemple de l'ancienne pente de la région de Sedlčany vers Benešov plutôt que vers Příbram, qui a été artificiellement modifiée en 1960 par la nouvelle limite du district. Il y a des arrêts Vrchotovy Janovice, Voračice et Minartice dans le district.

## Tourisme

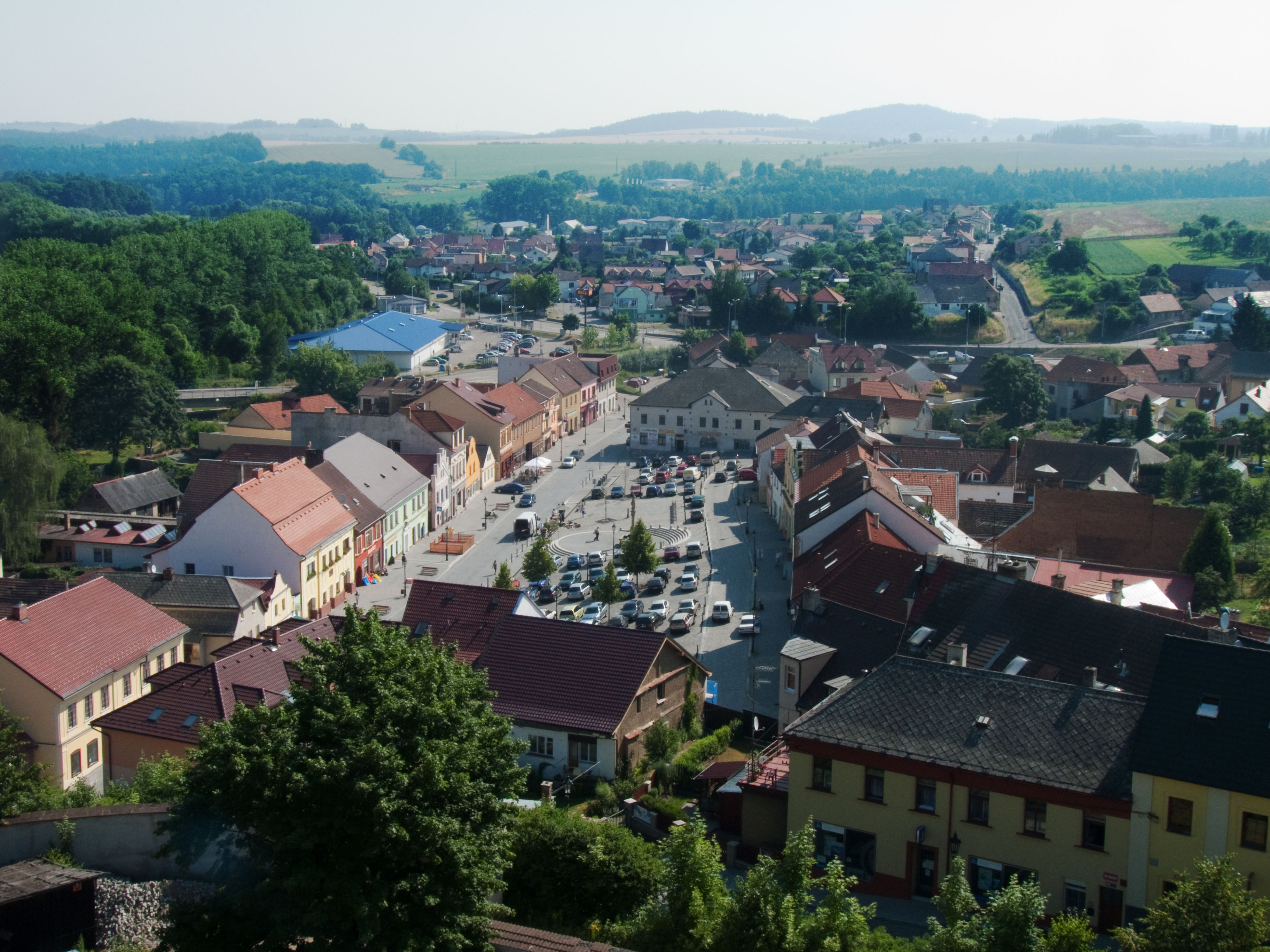
L'une des trois municipalités à compétence élargie est l'ancienne ville de district de Vlašim près de l'élément dominant du district - le mont Blaník.

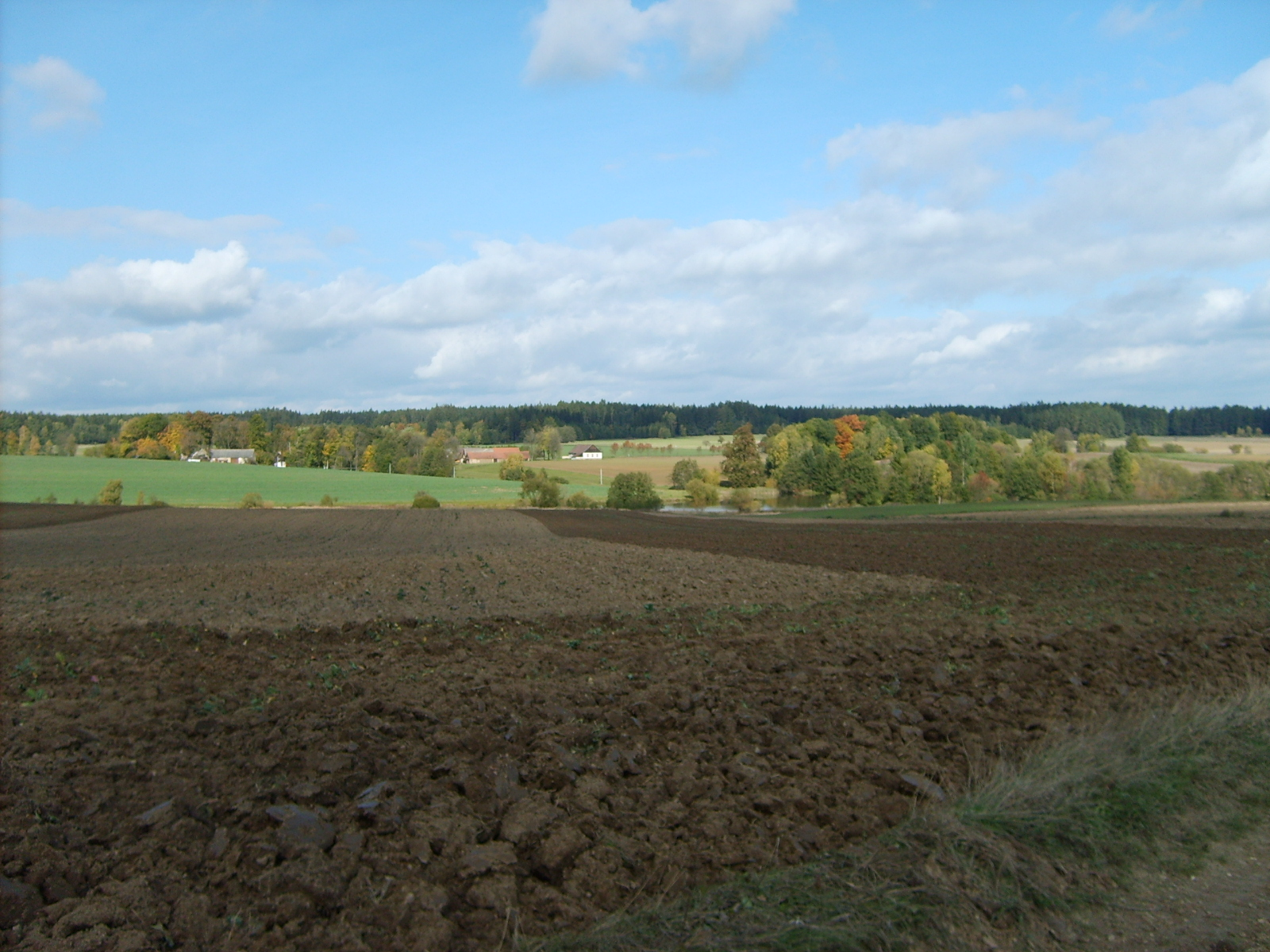
Les champs de pommes de terre dans la partie sud-est du district, près de Studeny.

La région de Benešov est l'une des zones de loisirs suburbaines les plus appréciées des Pragois en raison de sa situation et de sa beauté naturelle. De nombreux habitants de la capitale y possèdent des maisons et des chalets (notamment à Posázaví). Grâce à son paysage culturel accueillant et équilibré, le district est également un endroit très populaire pour les randonnées pédestres ou cyclistes d'une journée. La région de Blaník et les environs de Neveklov et de Votice sont les plus attrayants pour les touristes. Les monuments les plus importants de la région sont le château de Konopiště (près de Benešov) et son vaste parc à l'anglaise, l'un des plus visités de Bohême. Le château baroque nouvellement restauré de Jemniště près de Postupice, le  château gothique de Český Šternberk sur la rivière Sázava, le château roman de Týnec nad Sázavou et les châteaux de Vrchotové Janovice, Vlašim, Růžkovy Lhotice près de Čechtice (avec une exposition du musée de Podblanice sur la vie et l'œuvre de Bedřich Smetana) ou à Líšno u Bystřice (accessible uniquement lors d'événements spéciaux). Il convient également de mentionner les églises romanes de Poříčí nad Sázavou, Kondraci et Pravonín et les vestiges de l'ancienne église de Karlova à Benesov ou encore les vestiges du Monastère de Sázava ou le château de Stará Dubá près de Čerčany. Il existe un réseau de structures d'hébergement dans les lieux touristiques les plus populaires du district, ainsi que de grands campings sur les rives du barrage de Slap - Nová Živohošt', Měřín, Rabyně. Les tours d'observation récemment construites de Špulka, Kalamajka (près de Javorník), Na Pasekách (près de Trhové Štěpánov) ou à Nespeky sont également des destinations attrayantes. Le district est traversé par un réseau dense de sentiers de randonnée balisés de plus de 700 kilomètres, le long desquels sont également tracés des itinéraires de longue distance tels que le chemin de pèlerinage de Saint-Jacques-de-Compostelle ou la Cesta Česka (chemin de la Bohême) (cs). Le paysage rural local et la relative proximité de la capitale ont également attiré les réalisateurs de dizaines de films et de séries dans la région de Benešov - le film le plus célèbre tourné ici est la comédie Vesničko má středisková de Jiří Menzel en 1985, qui a été tournée à Křečovice. La série télévisée tchèque Šípková Růženka (2001) a été tournée à Benesov et dans ses environs, la  série Hraběnky (cs) (2007) a été tournée à Vysoké Újezd, un épisode de Bakaláři (cs) (1971) a été tourné à la gare de Bystřice, et deux épisodes de la série 30 affaires du commandant Zeman (cs) (1975-1980) ont été tournés au château de Líšná.

### Les curiosités
Le district compte un certain nombre de monuments. Les plus importants sont les monuments culturels nationaux comme le château de Konopiště, le château de Český Šternberk et le monastère de Sázava. Parmi les autres châteaux figurent Jemniště, Komorní Hrádek, Vlašim, Líšno ou Vrchotovy Janovice.

### Conservation de la nature
Le 29 décembre 1981, la zone paysagère protégée de Blaník (cs) a été déclarée dans la partie sud du district, couvrant une superficie de 41 km², dominée par les sommets de Velký et de Malého de Blaník. Le siège de l'administration de la zone paysagère protégée se trouve à Louňovice pod Blaníkem.
Une autre zone protégée est le parc naturel Džbány-Žebrák (cs) sur le versant de la colline Žebrák près de Bystřice. Outre ces zones, il existe de nombreuses autres zones protégées, telles que Hadce u Želivky, Ve Studené ou Podhrázský rybník.